# Stylochaeton
Stylochaeton, biljni rod iz porodice kozlačevki sa 20 vrsta iz tropske i južne Afrike.

## Vrste
1. Stylochaeton angolense Engl.
2. Stylochaeton bogneri Mayo
3. Stylochaeton borumense N.E.Br.
4. Stylochaeton crassispathum Bogner
5. Stylochaeton cuculliferum Peter
6. Stylochaeton euryphyllum Mildbr.
7. Stylochaeton grande N.E.Br.
8. Stylochaeton hypogeum Lepr.
9. Stylochaeton kornasii Malaisse & Bamps
10. Stylochaeton lancifolium Kotschy & Peyr.
11. Stylochaeton malaissei Bogner
12. Stylochaeton milneanum Mayo
13. Stylochaeton natalense Schott
14. Stylochaeton oligocarpum Riedl
15. Stylochaeton pilosum Bogner
16. Stylochaeton puberulum N.E.Br.
17. Stylochaeton salaamicum N.E.Br.
18. Stylochaeton shabaense Malaisse & Bamps
19. Stylochaeton tortispathum Bogner & Haigh
20. Stylochaeton zenkeri Engl.

## Sinonimi
- Gueinzia Sond. ex Schott